# Democracy
Democracy es un videojuego de simulación política desarrollado por Positech Games en 2005. Posee una secuela lanzada en diciembre de 2007 y una tercera versión en 2013. El jugador toma el rol de un presidente o primer ministro de un gobierno democrático. Debe introducir y alterar políticas dentro de siete áreas: impuestos, economía, bienestar, política exterior, ley y orden y servicios públicos. Cada política afecta a factores como el crimen o la pobreza, y modifica el apoyo que el jugador recibe de los distintos grupos de votantes. El jugador debe enfrentar "situaciones", tales como protestas por el precio del combustible o la falta de viviendas. También deberá tomar decisiones respecto a dilemas que surgen en cada turno. 
El juego fue portado a la plataforma Macintosh por Red Marble Games.

## Desarrollo del juego
Luego de elegir la nación con la cual jugar, el jugador debe ganar el apoyo de varias facciones que integrarán el electorado (religiosos, patriotas, padres, capitalistas, socialistas, liberales, conservadores, etc.) para llegar a ganar las elecciones. Desde una pantalla atiborrada de iconos, el jugador puede introducir políticas, regular la severidad de un impuesto, modificar los fondos gubernamentales que se le asignan a cada política, etc. Por supuesto, debido a que cada individuo está atravesado por diferentes facciones (por ejemplo: un conservador pobre y fumador que es un patriota, o una mujer rica y socialista que también es bebedora), es prácticamente imposible controlar a todos los votantes. Antes de cada elección general, el jugador puede hacer promesas a su electorado (por ejemplo: reducir el desempleo en un 10%). Si el jugador no ha cumplido sus promesas para las próximas elecciones, la gente comienza a enojarse y el cinismo aumenta.
El jugador también debe balancear el presupuesto y pagar las deudas del país evitando perder votos, o el apoyo de sus ministros, y controlando la evasión fiscal que puede venir de la mano de los impuestos muy altos o del control poco riguroso.
Además existen muchos eventos, dilemas y situaciones con los cuales el jugador debe enfrentarse. Un evento puede ser, por ejemplo, la buena noticia de la erradicación de cierta enfermedad; un dilema puede ser a quién nombrar juez; y una situación pueden ser los altos niveles de polución. Un evento sucede cada tanto, producto de las decisiones políticas que toma el jugador, y disfruta o padece el evento. Un dilema es una importante decisión que debe ser resuelta antes de terminar el turno. Las situaciones, son condiciones en curso las cuales deben tratarse.

#### La programación del juego (Modding)
El diseñador del juego describió su código como "basado en una red neuronal". Ese diseño le permite al juego ser modificado muy fácilmente. La mayor parte de su "lógica interna" es accesible y editable a través de simples archivos de texto CSV. Esto le permite a los jugadores cambiar la manera en la que la mecánica básica del juego funciona. Para las distintas versiones del juego se lanzaron una serie de mods, generalmente diseñados por jugadores y publicados en el foro de Positech. Estos mods incluyen nuevos países (y países reales para Democracy 2) y la adición de factores tales como la inflación, así como una mejora en el factor cínico de los votantes en Democracy 2, lo que hace al juego mucho más atractivo.

## Recepción
Democracy es un juego Indie inusualmente exitoso. El sitio web Game Tunnel le dio al juego un puntaje de 8/10, declarando "perder una partida de Democracy es casi como tan gratificante como ganar tu siguiente elección" y "siempre está presente la motivación de hacerlo mejor la próxima vez". El sitio web también le concedió a Democracy su propio premio 2005 a "Mejor juego de simulación del año". About.com calificó al juego con un 3.5/5 y declaró "Democracy hace exactamente lo que dice hacer: te pone a pensar sobre como inclusive los cambios más pequeños afectan los diferentes grupos de gente".

## Democracy 2
En diciembre de 2007 fue lanzada la secuela del juego, que si bien no cambió mucho en términos de jugabilidad, difiere del original en que en esta última nos encontramos con naciones ficticias (aunque luego, la comunidad de modders haya modificado las naciones reales del juego original para poder jugar en esta nueva versión). También se incluyeron en esta versión algunas nuevas características como las afiliaciones a los partidos, el terrorismo y los datos estadísticos del mundo real. Muchas de las características previamente existentes fueron mejoradas. Quizás la más notoria es la que dinamiza el capital político necesario para cambiar una política existente. Dependiendo de qué política se esté cambiando, si se le está aumentando el presupuesto, o disminuyendo, o se piensa cancelarla, el costo político será diferente.

## Democracy 3
Democracy 3, lanzado en 2013, en su edición base (libre de moods), nos permite escoger entre 6 naciones: Estados Unidos, Canadá, Australia, Reino Unido, Francia o Alemania. Cada una de estas naciones parte de una situación distinta, y tiene unas características diferentes. Los años de mandato varían de unas a otras, así como el tiempo máximo que un mismo dirigente puede ocupar el máximo cargo del Estado. Podemos modificar estos parámetros desde la pantalla de introducción a la partida, donde también se podrán cambiar los nombres de los dos principales partidos políticos o la posibilidad de que nuestra nación sea víctima de catástrofes naturales.